# Benthocometes
Benthocometes (Goode e Bean, 1896) è un genere di pesci ossei marini appartenenti alla famiglia Ophidiidae.

## Distribuzione e habitat
Il genere ha un areale disgiunto: B. robustus è presente nelle fasce tropicali e subtropicali dell'oceano Atlantico sia sul lato americano che su quello euro-africano e nel mar Mediterraneo mentre B. australiensis sembra limitato alle acque del nordovest australiano. Sono considerate entrambe specie rare.
Vivono a profondità fino a 1000 metri.

## Biologia
Pressoché ignota. Uova e larve sono pelagiche.

## Tassonomia
Il genere comprende 2 specie:
- Benthocometes australiensis
- Benthocometes robustus